# Пірсагат (гора)
Пірсага́т — гірська вершина у східній частині Великого Кавказу. Знаходиться на півночі Азербайджану.